# Judit híd

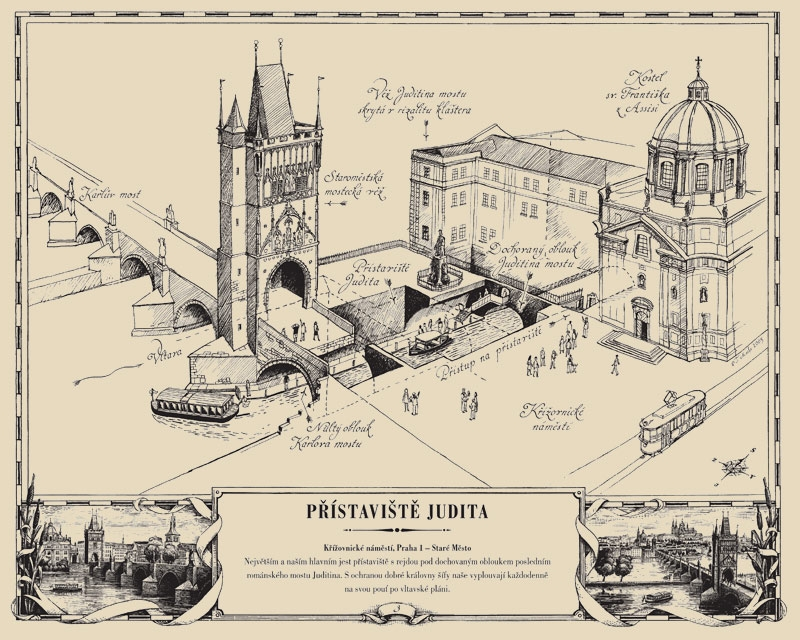
A Keresztesek tere és a Judit híd az Óváros felől

A mai prágai Károly hídtól északra álló Judit hidat (Juditin most) 1158–72 között, I. Vencel uralkodása idején építették. Nevét a király feleségéről kapta. Ez volt az első kőhíd a Moldván, és a drezdai Elba, valamint a regensburgi Duna híd után a harmadik kőhíd Közép-Európában. 7,4–19 méter sugarú nyílásai közül 21 a folyó, 5 a part fölé épült. Teljes hossza 514 méter volt, szélessége 6,8 m.
A hidat az 1342-es árvíz elsodorta, nyomait mindössze a parti tornyok őrzik. A kisoldali torony ma is látszik a Károly híd tornya mellett, az óvárosi tornyot azonban beépítették az egykori hídfő helyén emelt épületekbe. Az első ív és azon egy szakállas embert (vélhetőleg Krisztus arcképét Veronika kendőjén) ábrázoló relief maradványai az Assisi Szent Ferenc-templom falában ma is láthatók.